# Justine Waddell
Justine Waddell (Johannesburg, 4 novembre 1976) è un'attrice britannica.

## Filmografia

### Cinema
- Anna Karenina, regia di Bernard Rose (1997)
- Le disavventure di Margaret (The Misadventures of Margaret), regia di Brian Skeet (1998)
- Mansfield Park, regia di Patricia Rozema (1999)
- Dracula's Legacy - Il fascino del male (Dracula 2000), regia di Patrick Lussier (2000)
- The One & Only - È tutta colpa dell'amore (The One and Only), regia di Simon Cellan Jones (2002)
- Caos (Chaos), regia di Tony Giglio (2005)
- The Fall, regia di Tarsem Singh (2006)
- Thr3e, regia di Robby Henson (2006)
- Mishen, regia di Aleksandr Zeldovich (2011)
- Killing Bono, regia di Nick Hamm (2011)